# Les Éparges
Les Éparges is een gemeente in het Franse departement Meuse (regio Grand Est) en telt 76 inwoners (2009).
De plaats maakt deel uit van het kanton Étain in het arrondissement Verdun. Tot 1 januari 2015 was het deel van het kanton Fresnes-en-Woëvre, dat op die dag werd opgeheven.
In 1991 werd in het bos van Saint-Rémy een massagraf ontdekt met gesneuvelde Franse soldaten van de 23e compagnie van het 288e infanterieregiment. Onder hen was schrijver Alain-Fournier, gesneuveld tijdens een van de eerste gevechten van de Eerste Wereldoorlog. Op de plaats van het ontdekte massagraf werden een glazen piramide en andere monumenten opgericht.

## Geografie
De oppervlakte van Les Éparges bedraagt 9,5 km², de bevolkingsdichtheid is dus 8 inwoners per km².

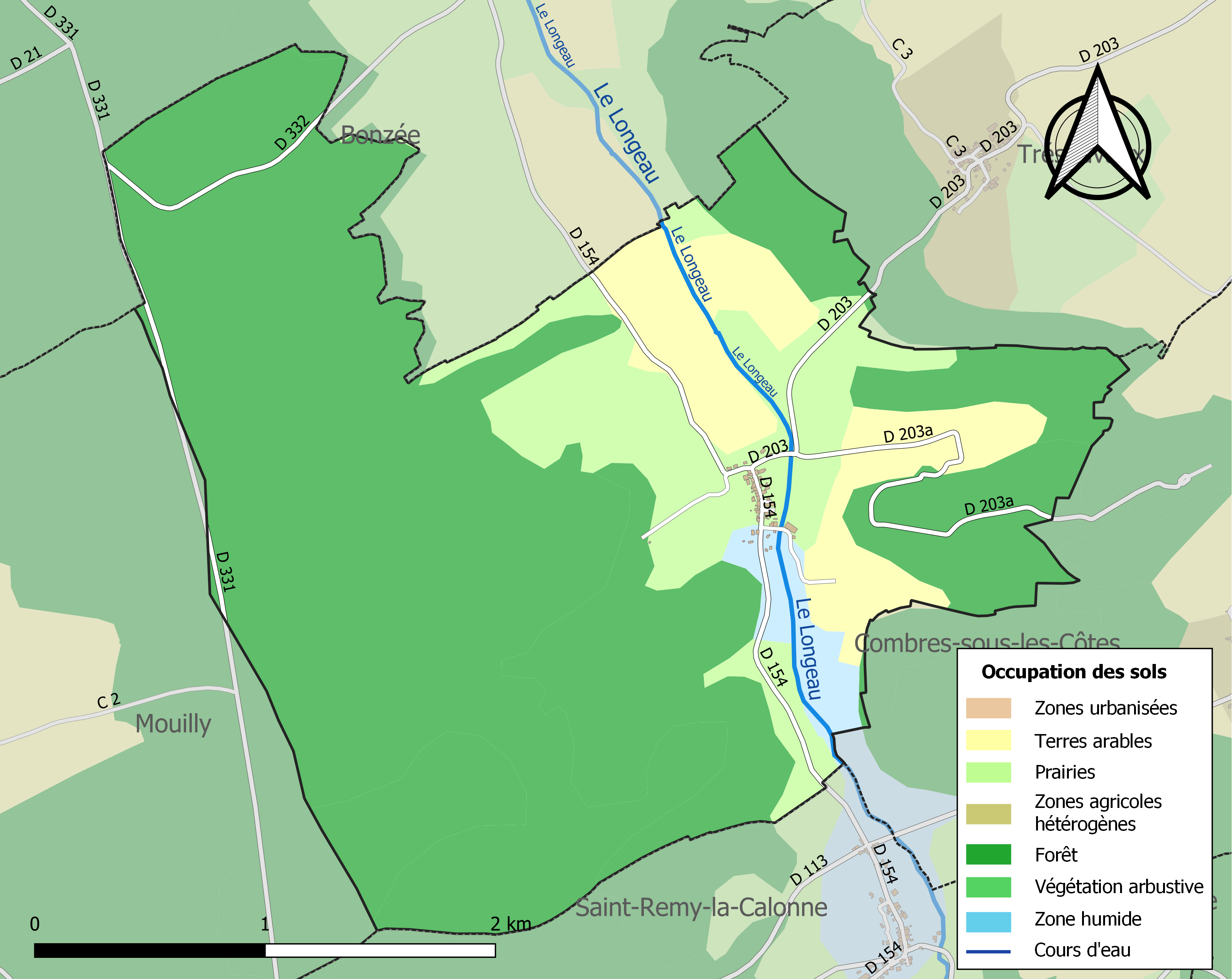
Kaart van de gemeente met de belangrijkste infrastructuur, bodemgebruik en omliggende gemeenten

## Demografie
Onderstaande figuur toont het verloop van het inwonertal (bron: INSEE-tellingen).